# جيرارد ويلان
جيرارد ويلان (بالإنجليزية: Gerard Whelan)‏ هو كاتب للأطفال وكاتب أيرلندي، ولد في 1957.